# Distrikt Santa Anita

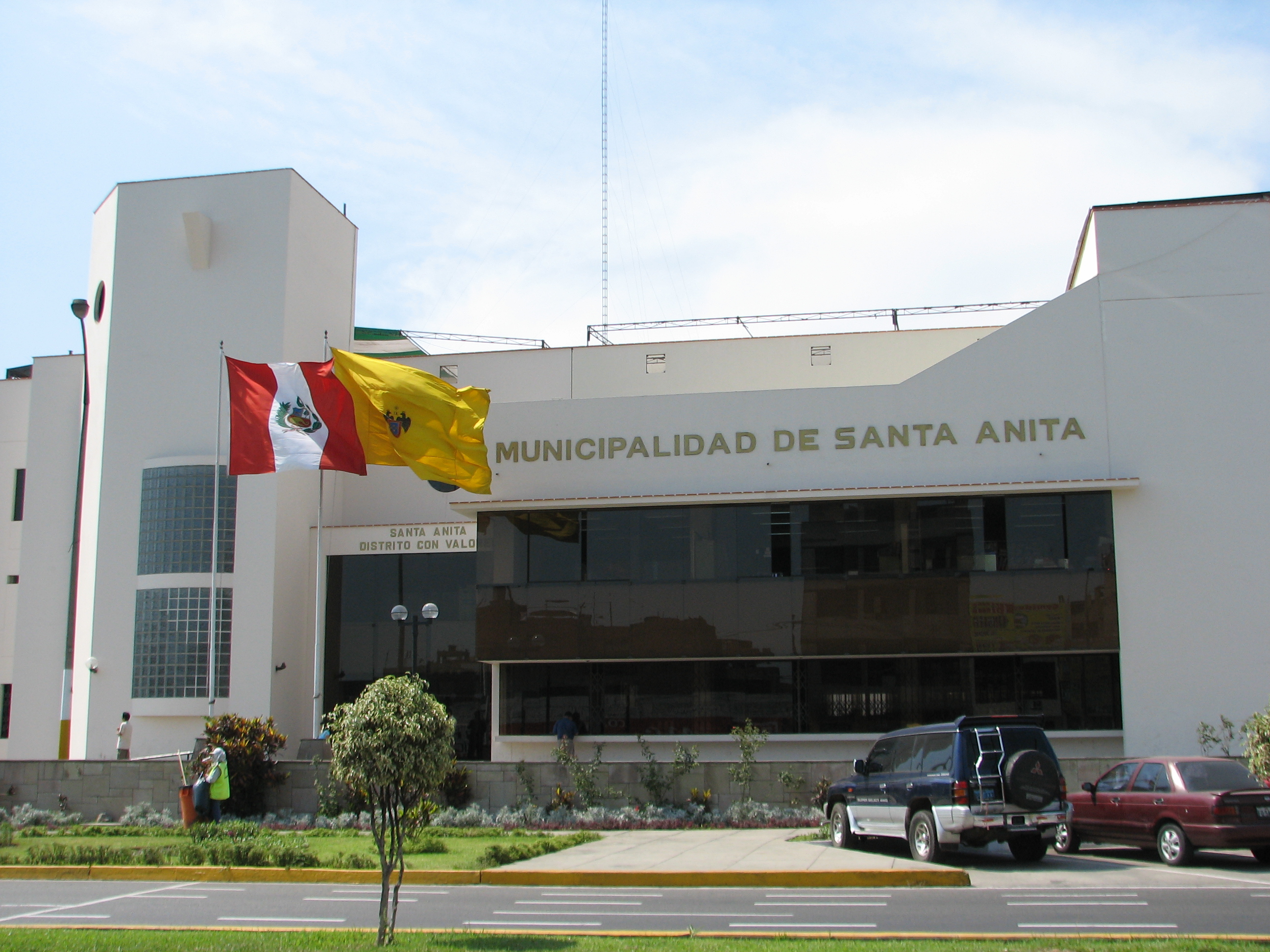
Gebäude der Distriktverwaltung

Der Distrikt Santa Anita ist einer der 43 Stadtbezirke der Region Lima Metropolitana in Peru. Er besitzt eine Fläche von 10,69 km². Beim Zensus 2017 wurden 196.214 Einwohner gezählt. Im Jahr 1993 lag die Einwohnerzahl bei 119.659, im Jahr 2007 bei 184.614. Der Distrikt wurde am 25. Oktober 1989 gegründet. Der Distrikt liegt auf einer Höhe von 240 m.

## Geographische Lage
Der Distrikt Santa Anita liegt südlich des Río Rímac 6,5 km östlich vom Stadtzentrum von Lima. Er hat eine Längsausdehnung in WSW-ONO-Richtung von 5,4 km sowie eine Breite von knapp 2,3 km. Der Distrikt grenzt im Westen und Norden an den Distrikt Ate sowie im Osten und Süden an den El Agustino.